# Hegy (Szlovákia)
Hegy (szlovákul Heď) Vízkelet településrésze, korábban önálló falu Szlovákiában, a Nagyszombati kerületben, a Galántai járásban.

## Fekvése
Galántától 6 km-re délnyugatra fekszik.

## Története
1239-ben a pozsonyi váruradalom részeként említik először, de temploma már az 1220-as években állt.
Vályi András szerint "HEGY. Elegyes magyar falu Posony Várm. földes 156Urai Váradi, és több Uraságok, lakosai katolikusok, fekszik Galantához 1 mértföldnyire, Kossúth, és Vizkelett mellett, határbéli két kerűlőre osztott földgyei jók, legelője tsekély, erdeje, és réttye nints."
Fényes Elek szerint "Hegy, magyar falu, Pozsony vmegyében, Vizkelet mellett: 186 kath., 6 zsidó lak. F. u. többen. Ut. p. Pozsony."
A trianoni békeszerződésig Pozsony vármegye Galántai járásához tartozott. 1943-ban csatolták Vízkelethez.

## Népessége
1910-ben 224, túlnyomórészt magyar lakosa volt.
2001-ben Vízkelet 1524 lakosából 1374 magyar és 143 szlovák volt.

## Nevezetességei
- Eredetileg Szűz Mária tiszteletére szentelt temploma ma elhagyottan áll. A templom 1220 és 1230 között épült román stílusban. A 14. században bővítették, melynek következtében sok eredeti részlet eltűnt. A török időkben elhagyottan állt, majd 1753-ban rendbehozták. 1915-ben, 1943-ban és 1975-ben renoválták.
- A templomtól keletre álló kálváriakápolna 1736-ban épült.

## Külső hivatkozások
- Vízkelet község hivatalos oldala
- Községinfó
- Vízkelet Szlovákia térképén
- Cikk a templomról